# Wil Salden

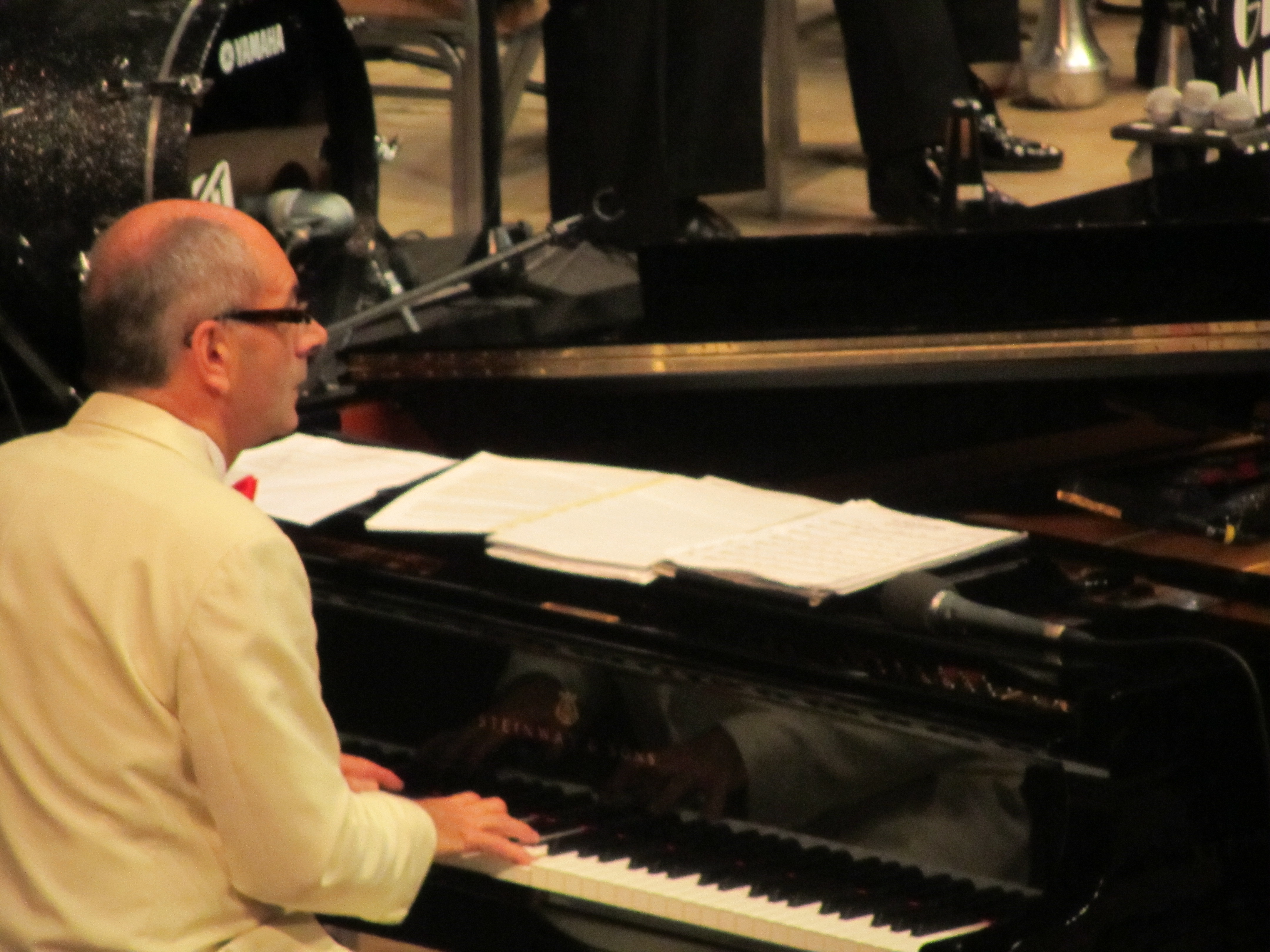
Wil Salden, 2011

Wil Salden (* 14. Juni 1950 in Obbicht, Provinz Limburg) ist ein niederländischer Jazzmusiker, der vor allem als Leiter des Glenn Miller Orchestra bekannt geworden ist.
Salden studierte von 1967 bis 1972 Klavier in Maastricht und gründete eine eigene Band. Gleichzeitig war er als Pianist des Rundfunkorchesters von Radio Hilversum tätig, das er später leitete. Seit 1985 leitet er ein selbst gegründetes Orchester, das von den Nachlassverwaltern von Glenn Miller lizenziert ist und in Europa (ohne Großbritannien) als Glenn Miller Orchestra auftreten darf. Das Orchester ist jährlich bis zu 160 Tage auf Tournee, hat Alben eingespielt und besonders in Deutschland zahlreiche Konzerte absolviert. Daneben spielt er mit der Combo Moonlight Serenaders.

## Lexikalische Einträge
- Jürgen Wölfer: Jazz in Deutschland. Das Lexikon. Alle Musiker und Plattenfirmen von 1920 bis heute. Hannibal, Höfen 2008, ISBN 978-3-85445-274-4.